# 鲁杰罗·里齐泰利
鲁杰罗·里齐泰利（義大利語：Ruggiero Rizzitelli，1967年9月2日—），意大利男子足球运动员，场上位置是前锋。他曾代表意大利国家队参加1988年欧洲足球锦标赛，结果止步半决赛。他也曾参加1988年夏季奥运会。